# Miłowit
Miłowit, Miłwit – staropolskie imię męskie, złożone z członów Mił(o)- ("miły") i -wit ("pan, władca"). Imię to mogło oznaczać np. "miłujący władcę" albo "umiłowany przez władcę".
Jest to jedno z najwcześniej notowanych w Polsce imion, po raz pierwszy zapisane w 1136 roku, w Bulli gnieźnieńskiej. Nie występuje w innych językach słowiańskich.
Niektóre możliwe staropolskie zdrobnienia: Miłowan, Miłwan, Mila (masc.), Milan, Milana (masc.), Milec, Mileczko, Milej, Milejko, Milel, Mileń, Milesz, Milesza (masc.), Milęta, Milich, Milik, Miłach, Miłacz, Miłaczek, Miłaj, Miłajek, Miłak, Miłek, Miłka (masc.), Miłko, Miłoch, Miłocien, Miłoj, Miłoń, Miłost, Miłościech, Miłościej, Miłot, Miłota (masc.), Miłuj, Miłusz, Mich, Michej, Michna (masc.), Michnik, Michno, Michol, Michola, Micholak, Michoł, Michoła, Michołak, Michoń, Michońko, Misz, Miszo, Misza (masc.), Miszak, Miszala (masc.), Miszała (masc.), Miszec, Miszej, Miszejko, Miszek, Miszko, Miszka (masc.), Miszota, Miszyna (masc.).
Inne imiona staropolskie o pierwszym członie Mił(o)-: Miłobąd, Miłobor, Miłobrat, Miłochat, Miłodrog, Miłodziad, Miłogost, Miłosław, Miłorad, Miłostryj, Miłowuj.
Miłowit, Miłwit imieniny obchodzi 6 stycznia.
Znane osoby noszące imię Miłowit, Miłwit:
- Miłowit Kuniński — historyk filozofii i filozof polityczny, profesor Uniwersytetu Jagiellońskiego